# Papilio leucotaenia
Papilio leucotaenia је врста лептира из породице једрилаца (лат. Papilionidae).

## Распрострањење
Врста има станиште у Бурундију, Руанди и Уганди.

## Станиште
Врста Papilio leucotaenia има станиште на копну.

## Угроженост
Ова врста се сматра рањивом у погледу угрожености врсте од изумирања.